# 似鮭歐雅羅魚
似鮭歐雅羅魚（学名：Achondrostoma salmantinum）為輻鰭魚綱鯉形目雅羅魚科歐雅羅魚屬的其中一種，被IUCN列為瀕危保育類動物，分布於歐洲西班牙薩拉曼卡省杜羅盆地淡水流域，體長可達6.8公分，棲息在沙底質、水質清澈、水生植物生長茂盛的溪流底中層水域，受到因農業用水和水壩和堰的建設而引起的地下水位下降的威脅，導致族群數量下降，生活習性不明。

## 扩展阅读
維基物種上的相關：似鮭歐雅羅魚